# Saraghrar

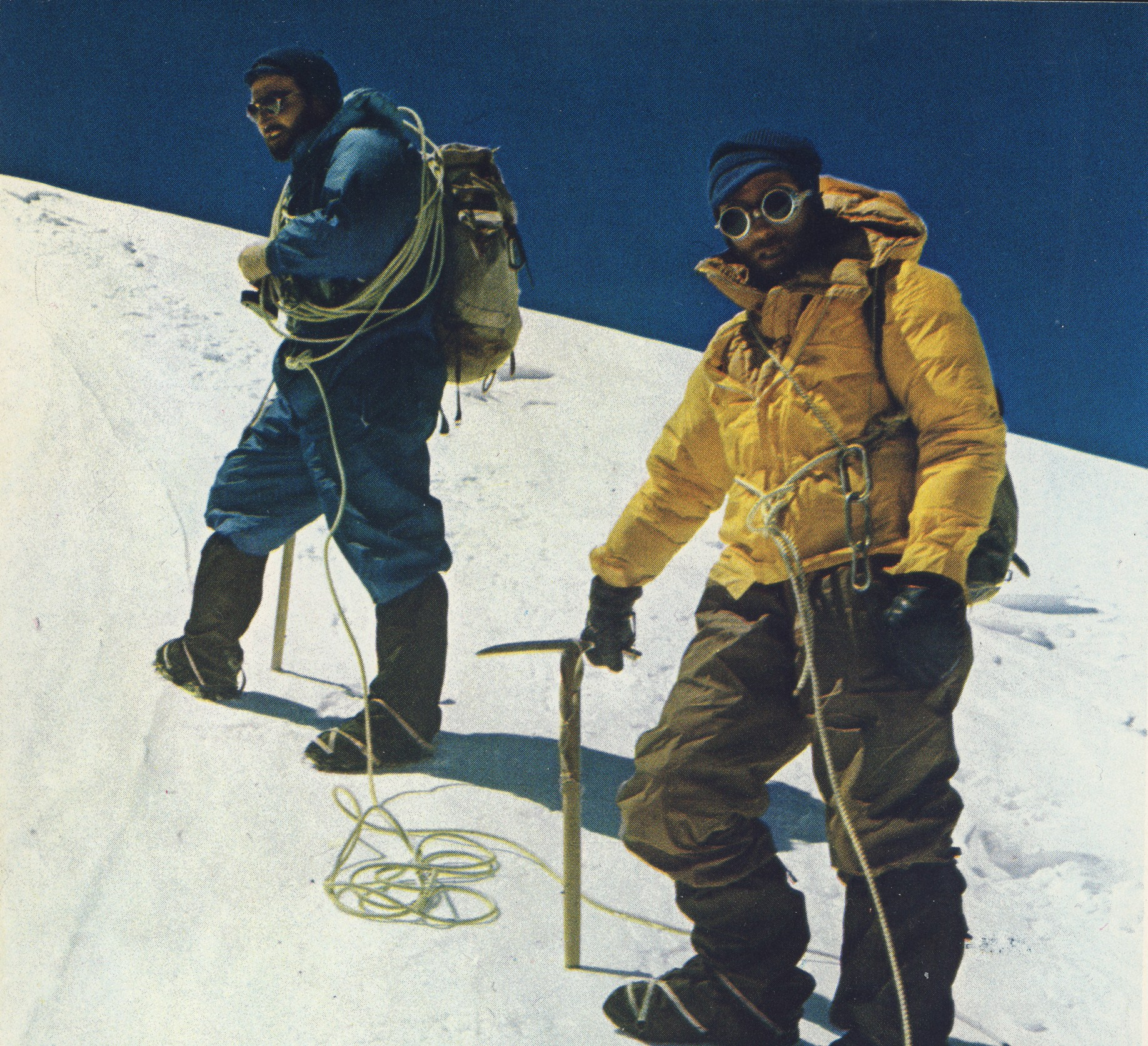
Franco Alletto a Paolo Consiglio na prvním výstupu Saraghraru

Saraghrar je hora vysoká 7 338 m n. m. nacházející se v Pákistánu v pohoří Hindúkuš.

## Charakteristika
Saraghrar se nachází v pákistánské provincii Chajbar Paštúnchwá. Horský masív má několik vrcholů: severovýchodní vrchol, Saraghrar I (7338 m), severozápadní vrchol (7300 m), jihozápadní vrchol (7148 m), jižní vrchol (7307 m) a jihovýchodní vrchol (7208 m).

## Prvovýstup
Dne 24. srpna 1959 se podařil uskutečnit prvovýstup italské expedici pod vedením Fosca Marainiho. Z týmu se dostali na vrchol Franco Alletto, Giancarlo Castelli, Paolo Consiglio a Carlo Alberto Pinelli.